# FoxPro 2
FoxPro és un llenguatge de programació procedimental basat en text i SGBD, originalment publicat per Fox Software i posteriorment per Microsoft, per a MS-DOS, Microsoft Windows, Apple Macintosh i UNIX.
Encara que FoxPro és un sistema de gestió de bases de dades (SGBD) i dona suport a relacions entre taules, no es considera un Sistema de gestió de bases de dades relacionals (SGBDR), ja que manca de processament transaccional.
La versió final de FoxPro fou la 2.6, després que, el nom va ser canviat per a Visual FoxPro.
Encara que ja no es comercialitza o rebre suport de Microsoft, hi ha encara una comunitat mundial activa d'usuaris i programadors de FoxPro. FoxPro 2.6 per a UNIX (FPU26) fins i tot ha estat instal·lat amb èxit a Linux i FreeBSD utilitzant la biblioteca de suport Intel Binary Compatibility Standard (iBCS2).

## Informació de versió

### Compatibilitat amb sistemes operatius
| Versió           | FP 2.0 | FP 2.5 | FP 2.6 |
| ---------------- | ------ | ------ | ------ |
| MS-DOS           | Sí     | Sí     | Sí     |
| Windows 3.1 a XP | Sí     | Sí     | Sí     |
| Macintosh        | Sí     | Sí     | Sí     |
| SCO UNIX         | No     | No     | Sí     |
| Linux i FreeBSD  | No     | No     | Sí     |
| Windows 2000     | No     | No     | Sí     |

### Aspectes tècnics
FoxPro 2 inclou el motor d'optimització «Rushmore», que utilitzava índexs per accelerar la recuperació de dades i actualització. La tecnologia Rushmore examinava cada instrucció de dades relacionades, i buscava expressions de filtre. Si un se n'utilitzava, buscava un índex coincident amb la mateixa expressió.
A més, FoxPro2 va ser construït originalment en Watcom C++, que tenia el seu propi extensor de memòria - en aquella època, massa modern. FoxPro2 podria accedir memòries expandida i estesa, utilitzant gairebé tota la RAM disponible (DOS). Utilitzava algunes interrupcions en l'absència de controlador de memòria estesa: si no ha estat carregat HIMEM.SYS, FoxPro va activar aquell mecanisme.

### Línia de temps de versions[4]
| Versió   | VERSION() informa           | Mida EXE  | Data EXE   |
| -------- | --------------------------- | --------- | ---------- |
| FPW 2.6a | FoxPro 2.6a per a Windows   | 2.444 kb  | 28-09-1994 |
| FPM 2.6a | FoxPro 2.6a per a Macintosh | ? kb      | 08-1994    |
| FPD 2.6a | FoxPro 2.6a per a DOS       | 1.788 kb  | 08-1994    |
| FPW 2.6  | FoxPro 2.6 per a Windows    | 2,38 Mb   | 09-03-1994 |
| FPM 2.6  | FoxPro 2.6 per a Macintosh  | ? kb      | 1993       |
| FPD 2.6  | FoxPro 2.6 per a DOS        | ? kb      | 03-1994    |
| FPU 2.6  | FoxPro 2.6 per a UNIX       | 2,3 Mb    | 1993       |
| FPW 2.5  | FoxPro 2.5 per a Windows    | 1,63 Mb   | 01-1993    |
| FPD 2.0  | FoxPro 2.0 per a DOS        | 465,86 kb | 1991       |